# Медовка смугаста
Медо́вка смугаста (Glycifohia undulata) — вид горобцеподібних птахів родини медолюбових (Meliphagidae). Ендемік Нової Каледонії.

## Поширення і екологія
Смугасті медовки є ендеміками острова Нова Каледонія. Вони живуть у гірських і рівнинних вологих тропічних лісах та в садах.